# 윈도우 2000
윈도우 2000(영어: Windows 2000)은 마이크로소프트가 윈도우 NT 4.0의 후속작으로 2000년 2월 17일에 발표한 윈도우 NT 계열의 32비트 기업용 운영 체제이다. 원래는 윈도우 NT 5.0이 베타 버전일 때, 2000년이 되어서 윈도우 2000으로 연도 때문에 이름을 바꾼 것이다. 일반 지원은 2005년 6월 30일에 종료되었고, 연장 지원은 윈도우 XP 서비스 팩 2와 같이 2010년 7월 13일부터 종료되었다. 윈도우 2000은 윈도우의 한 기반인 윈도우 9x보다 높은 안정성을 내세워 출시 당시 큰 관심을 받았으며, 이후 기업과 서버 부분에서 애용되었다. 심지어 높은 안정성과 편의성 덕분에 일부 가정에서도 주목받으며 훗날에 9x 커널 기반으로 출시한 윈도우 ME의 대안으로 사용되기도 했다. 또한 윈도우 98, 윈도우 98 SE, 윈도우 ME가 지원 종료된 후에도 윈도우 XP가 아닌 윈도우 2000으로 업그레이드하는 사람도 있었다. 현재까지도 많은 은행 ATM 기기에서 사용되는 운영 체제이다.
윈도우 2000은 마이크로소프트가 개발하고 기업용으로 윈도우 NT 4.0의 직접적인 후속 제품으로 설계된 윈도우 NT 운영 체제의 주요 릴리스이다. 1999년 12월 15일에 제조용으로 출시되었고, 2000년 2월 17일에 공식적으로 소매용으로 출시되었으며, 윈도우 2000 데이터센터 서버용으로 2000년 9월 26일에 출시되었다. 2001년 윈도우 XP 프로페셔널이 출시되기 전까지는 마이크로소프트의 비즈니스 운영 체제였다.
윈도우 2000에는 NTFS 3.0, 파일 시스템 암호화, 기본 및 동적 디스크 저장소가 도입되었다. 장애인에 대한 지원은 다양한 새로운 보조 기술을 통해 윈도우 NT 4.0보다 향상되었으며 마이크로소프트는 다양한 언어 및 로케일 정보에 대한 지원을 늘렸다. 윈도우 2000 서버 제품군에는 추가 기능이 있는데, 특히 액티브 디렉터리의 도입이 특징이다. 액티브 디렉터리는 이후 몇 년 동안 비즈니스 환경에서 널리 사용되는 디렉터리 서비스가 되었다.
윈도우 2000은 프로페셔널, 서버, 어드밴스트 서버 및 데이터센터 서버의 네 가지 버전이 출시되었다. 후자는 다른 버전보다 몇 달 후에 제조에 출시되었고 출시되었다. 윈도우 2000의 각 버전은 서로 다른 시장을 대상으로 하지만 마이크로소프트 관리 콘솔 및 표준 시스템 관리 응용 프로그램과 같은 많은 시스템 유틸리티를 포함하여 핵심 기능 세트를 공유한다.
마이크로소프트는 윈도우 2000을 당시 가장 안전한 윈도우 버전으로 홍보했다. 그러나 이는 코드 레드(Code Red) 및 님다(Nimda)와 같은 여러 유명 바이러스 공격의 표적이 되었다. 출시 후 10년 동안 윈도우 XP SP2에 대한 지원이 종료되는 날인 2010년 7월 13일에 지원이 종료될 때까지 거의 매달 보안 취약점에 대한 패치를 계속 받았다.
윈도우 2000과 윈도우 2000 서버는 각각 2001년과 2003년에 출시된 윈도우 XP와 윈도우 서버 2003으로 계승되었다.
윈도우 2000은 PC-98, i486, SGI 비주얼 워크스테이션 320 및 540은 물론 DEC 알파, 베타 및 릴리스 후보 버전을 지원하는 윈도우 NT의 최종 버전이다. 후속 제품인 윈도우 XP는 x86, x64 및 아이테니엄 프로세서만 지원한다.

## 새로운 기능 및 업데이트된 기능
윈도우 2000은 윈도우 데스크톱 업데이트, 인터넷 익스플로러 5(2001년에 나온 인터넷 익스플로러 6은 윈도우 2000에서도 사용 가능), 아웃룩 익스프레스, 넷미팅, FAT32 지원, SSE 및 SSE2 지원, 윈도우 드라이버 모델, 인터넷 연결 공유, 윈도우 미디어 플레이어, WebDAV 지원 등 특정 새로운 기능은 NTFS 3.0, 마이크로소프트 관리 콘솔(MMC) 등 윈도우 2000의 모든 버전에 공통적으로 적용된다. 또, UDF 지원, EFS(암호화 파일 시스템), 논리 디스크 관리자, 이미지 색상 관리 2.0, PostScript 3 기반 프린터 지원, 오픈타입(.OTF) 및 타입 1 포스트스크립트(.PFB) 글꼴 지원(새 글꼴 포함— Palatino Linotype - 일부 오픈타입 기능 도입), 데이터 보호 API(DPAPI), LDAP/액티브 디렉터리 지원 주소록, 유용성 향상, 다중 언어 및 로케일 지원이 포함된다. 윈도우 2000에는 USB 프린터용 USB 장치 클래스 드라이버, 대용량 저장 클래스 장치, 프린터 및 스캐너에 대한 향상된 파이어와이어 SBP-2 지원, 이동식 저장 장치용 안전 제거 애플릿도 도입되었다. 윈도우 2000 SP4에는 기본 USB 2.0 지원, 무선 제로 구성 지원 및 SSE3 지원이 추가되었다. 윈도우 2000은 하드웨어 제조업체나 드라이버 개발자의 특수 드라이버가 필요한 윈도우 98과 달리 운영 체제 수준(OS 제어 ACPI S4 절전 상태)에서 최대 절전 모드를 지원하는 최초의 윈도우 버전이기도 하다.
윈도우 파일 보호라는 중요한 시스템 파일을 보호하기 위해 설계된 새로운 기능이 도입되었다. 이는 패키지 설치 프로그램, 윈도우 인스톨러 및 기타 업데이트 구성 요소와 같은 마이크로소프트 운영 체제 업데이트 메커니즘 이외의 프로그램이 중요한 윈도우 시스템 파일을 수정하는 것을 방지하여 중요한 윈도우 시스템 파일을 보호한다. 시스템 파일 검사기 유틸리티는 사용자에게 보호된 모든 시스템 파일의 무결성을 수동으로 검사하고 선택적으로 별도의 "DLLCACHE" 디렉터리에 저장된 캐시나 원래 설치 미디어에서 복원하여 해당 파일을 복구할 수 있는 기능을 제공한다.
마이크로소프트는 심각한 오류(블루 스크린 또는 중지 오류)가 지속적으로 실행되어야 하는 서버에 문제를 일으킬 수 있음을 인식하고 중지 오류가 발생하면 서버가 자동으로 재부팅되도록 하는 시스템 설정을 제공했다. 또한 처음 64KB의 메모리를 디스크에 덤프하는 옵션(디버깅 목적에 유용한 최소 메모리 양, 미니 덤프라고도 함), 커널 메모리만 덤프하거나 메모리의 전체 내용을 디스크에 기록하고 이 이벤트가 윈도우 2000 이벤트 로그에 발생했음을 기록한다. 윈도우 2000을 실행하는 서버의 성능을 향상시키기 위해 마이크로소프트는 관리자에게 백그라운드 서비스나 응용 프로그램에 대해 운영 체제의 메모리와 프로세서 사용 패턴을 최적화할 수 있는 선택권을 제공했다. 윈도우 2000은 또한 윈도우 인스톨러, WMI(Windows Management Instrumentation) 및 윈도우용 이벤트 추적(ETW)과 같은 핵심 시스템 관리 기능을 운영 체제에 도입했다.

## 배포
윈도우 2000은 다양한 방법을 통해 사이트에 배포될 수 있다. CD와 같은 기존 미디어나 공유 폴더에 있는 배포 폴더를 통해 서버에 설치할 수 있다. 설치는 참석하거나 무인으로 수행할 수 있다. 수동 설치 중에 관리자는 구성 옵션을 지정해야 한다. 무인 설치는 응답 파일 또는 모든 옵션이 채워진 INI 파일 형식의 미리 정의된 스크립트를 통해 스크립트로 작성된다. 응답 파일은 수동으로 만들거나 그래픽 설치 관리자를 사용하여 만들 수 있다. 그런 다음 Winnt.exe 또는 Winnt32.exe 프로그램은 해당 응답 파일을 사용하여 설치를 자동화한다. 무인 설치는 부팅 가능한 CD, 마이크로소프트 SMS(Systems Management Server), 시스템 준비 도구(Sysprep), /syspart 스위치를 사용하는 Winnt32.exe 프로그램, RIS(원격 설치 서비스)를 통해 수행할 수 있다. 서비스 팩을 원래 운영 체제 설치 파일로 통합하는 기능은 윈도우 2000에도 도입되었다.
Sysprep 방법은 하드웨어가 유사할 필요는 없지만 표준화된 참조 컴퓨터에서 시작되며 필요한 설치 파일을 참조 컴퓨터에서 대상 컴퓨터로 복사한다. 하드 드라이브는 대상 컴퓨터에 있을 필요가 없으며 나중에 하드웨어를 구성하여 언제든지 하드 드라이브로 교체할 수 있다. Winnt.exe 프로그램에는 유효한 응답 파일을 가리키는 /unattend 스위치와 하나 이상의 유효한 설치 소스를 가리키는 /s 파일도 전달되어야 한다.
Sysprep을 사용하면 기존 윈도우 2000 서버 설치의 디스크 이미지를 여러 서버로 복제할 수 있다. 이는 모든 응용 프로그램과 시스템 구성 설정이 새 설치로 복사된다는 의미이다. 따라서 참조 컴퓨터와 대상 컴퓨터는 동일한 HAL, ACPI 지원 및 대용량 저장 장치를 가져야 한다. 하지만 윈도우 2000은 자동으로 "플러그 앤 플레이"를 감지한다. 장치. Sysprep을 사용하는 주된 이유는 표준 하드웨어를 갖춘 여러 대의 컴퓨터가 있는 사이트에 윈도우 2000을 신속하게 배포하기 위한 것이다. (시스템에 다른 HAL, 대용량 저장 장치 또는 ACPI 지원이 있는 경우 여러 이미지를 유지 관리해야 한다.)
Systems Management Server를 사용하면 여러 컴퓨터를 윈도우 2000으로 업그레이드할 수 있다. 이러한 컴퓨터는 소프트웨어 설치 작업을 수신할 수 있는 SMS 클라이언트 에이전트와 함께 윈도우 NT 3.51, 윈도우 NT 4.0, 윈도우 98 또는 윈도우 95 OSR2.x를 실행해야 한다. SMS를 사용하면 넓은 지역에 걸쳐 설치할 수 있으며 시스템 업그레이드를 중앙 집중식으로 제어할 수 있다.
RIS(원격 설치 서비스)는 중앙 서버에서 네트워크를 통해 로컬 컴퓨터에 윈도우 2000 프로페셔널(윈도우 2000 서버는 아님)을 자동으로 설치하는 수단이다. 이미지는 특정 하드웨어 구성을 지원할 필요가 없으며 서비스가 시스템에 대한 새로운 고유 보안 ID(SID)를 생성하므로 컴퓨터를 재부팅한 후 보안 설정을 구성할 수 있다. 이는 로컬 계정에 올바른 식별자가 부여되고 네트워크의 다른 윈도우 2000 프로페셔널 컴퓨터와 충돌하지 않도록 하기 위해 필요하다. RIS에서는 클라이언트 컴퓨터가 PXE(Pre-Boot Execution Environment) 부팅 ROM이 설치된 네트워크 인터페이스 카드를 통해 네트워크를 통해 부팅할 수 있거나 클라이언트 컴퓨터에 원격 부팅 디스크에서 지원하는 네트워크 카드가 설치되어 있어야 한다. 발전기. 원격 컴퓨터도 넷 PC 사양을 충족해야 한다. RIS가 실행되는 서버는 윈도우 2000 서버여야 하며 네트워크 DNS 서비스, DHCP 서비스 및 액티브 디렉터리 서비스에 액세스할 수 있어야 한다.

### 시스템 요구 사항
윈도우 2000은 윈도우 98과 마찬가지로 상대적으로 낮은 시스템 사양을 요구하고 있다.
윈도우 2000 프로페셔널
- 133 MHz 이상의 펜티엄 호환 CPU
- 적어도 64 메가바이트의 램 권장
- 2 기가바이트의 하드 디스크 공간[13]
- 물리 메모리 제한: 4 기가바이트

윈도우 2000 서버
- 133 MHz 이상의 펜티엄 호환 CPU
- 적어도 256 메가바이트의 램 권장
- 2 기가바이트 하드 디스크 공간[13]
- 물리 메모리 제한: 8 기가바이트

윈도우 2000 어드밴스트 서버
- 133 MHz 이상의 펜티엄 호환 CPU
- 적어도 256 메가바이트의 램 권장
- 2 기가바이트 하드 디스크 공간[13]
- 물리 메모리 제한: 8 기가바이트

윈도우 2000 데이터센터 서버
- 133 MHz 이상의 펜티엄 호환 CPU
- 적어도 256 메가바이트의 램 권장
- 2 기가바이트 하드 디스크 공간
- 물리 메모리 제한: 32 기가바이트

## 에디션
윈도우 2000 프로페셔널은 원래 기업 데스크톱 컴퓨터 사용자 및 소프트웨어 개발자를 위하여 출시된 버전이고, 윈도우 2000 서버 제품군은 세 가지 버전으로 나뉘어 있다.
아래의 세 가지 버전은 마이크로소프트에서 직접 라이선스를 구입할 수 있다.
- 윈도우 2000 프로페셔널(Microsoft Windows 2000 Professional) : 기업 데스크톱 컴퓨터 사용자를 위한 것이다. 가장 일반적인 에디션이다.
- 윈도우 2000 서버(Microsoft Windows 2000 Server) : 일반적인 엔트리 서버를 위한 것이다.
- 윈도우 2000 어드밴스트 서버(Microsoft Windows 2000 Advanced Server) : 처리량이 많고 성능이 중요한 중대형급 서버를 위한 것이다.

아래의 버전은 OEM 생산 방식으로 특별 공급되었다.
- 윈도우 2000 데이터센터 서버(Microsoft Windows 2000 Datacenter Server) : 데이터 센터를 위한 것이다.

아래의 버전은 컨슈머 프리뷰 버전이다.
- 윈도우 NT 5.0(Microsoft Windows NT 5.0 Server/workstation) :윈도우 2000의 프리뷰 버전이며 workstation은 Professional이고 Server는 윈도우 2000 서버 시리즈다.

### 한글판
윈도우 2000 한글판은 2000년 3월 7일에 발매되었다.

## 서비스 팩
윈도우 2000은 마지막 서비스 팩인 SP4에 이어 4개의 전체 서비스 팩과 1개의 롤업 업데이트 패키지를 받았다. 마이크로소프트는 SP3에서 윈도우 2000의 JVM(자바 가상 머신) 개발을 단계적으로 중단했다. 인터넷 익스플로러 5.01도 해당 서비스 팩 수준으로 업그레이드되었다.
업데이트 롤업이 포함된 서비스 팩 4는 윈도우 XP가 출시된 지 거의 4년 후이자 윈도우 비스타가 출시되기 16개월 전인 2005년 9월 13일에 출시되었다.
마이크로소프트는 원래 윈도우 2000용 다섯 번째 서비스 팩을 출시할 계획이었으나 개발 초기에 이 프로젝트를 취소하고 대신 모든 보안 관련 핫픽스 및 기타 중요한 문제가 포함된 SP4용 업데이트 롤업 1을 출시했다. 업데이트 롤업에는 보안과 관련되지 않은 모든 핫픽스가 포함되어 있지 않으며 전체 서비스 팩과 마찬가지로 광범위한 회귀 테스트도 거치지 않는다. 마이크로소프트는 이 업데이트가 완전히 새로운 서비스 팩보다 고객의 요구 사항을 더 잘 충족할 것이며 여전히 윈도우 2000 고객이 PC를 보호하고 지원 비용을 절감하며 기존 컴퓨터 하드웨어를 지원하는 데 도움이 될 것이라고 밝혔다.
| 버전                                   | 출시일          |
| -------------------------------------- | --------------- |
| 서비스 팩 1 (SP1)                      | 2000년 8월 15일 |
| 서비스 팩 2 (SP2)                      | 2001년 5월 16일 |
| 서비스 팩 3 (SP3)                      | 2002년 8월 29일 |
| 서비스 팩 4 (SP4)                      | 2003년 6월 26일 |
| 서비스 팩 4 (SP4) 업데이트 롤업        | 2005년 6월 28일 |
| 서비스 팩 4 (SP4) 업데이트 롤업 버전 2 | 2005년 9월 13일 |

## 업그레이드 가능성
여러 윈도우 2000 구성 요소는 최신 버전으로 업그레이드할 수 있다. 여기에는 윈도우 최신 버전에 도입된 새 버전이 포함되며 기타 주요 마이크로소프트 응용 프로그램도 사용할 수 있다. 윈도우 2000의 최신 버전은 다음과 같다.
- 액티브싱크 4.5
- DirectX 9.0c(2010년 2월 5일 재배포 가능)
- 인터넷 익스플로러 6 SP1 및 아웃룩 익스프레스 6 SP1
- 마이크로소프트 에이전트 2.0
- 마이크로소프트 데이터 액세스 구성 요소 2.81
- 마이크로소프트 넷미팅 3.01
- 마이크로소프트 가상 PC 2004
- 오피스 2003은 윈도우 2000과 호환되는 마지막 마이크로소프트 오피스 버전이다.
- MSN 메신저 7.0 (윈도우 메신저)
- MSXML 6.0 SP2
- .NET 프레임워크 2.0 SP2
- UI 1.33 조정
- 비주얼 C++ 2008
- 비주얼 스튜디오 2005
- 윈도우 데스크톱 검색 2.66
- 윈도우 스크립트 호스트 5.7
- 윈도우 인스톨러 3.1
- 윈도우 미디어 포맷 런타임 및 윈도우 미디어 플레이어 9 시리즈(윈도우 미디어 인코더 7.1 및 윈도우 미디어 8 인코딩 유틸리티 포함)

## 보안
윈도우 2000 기간 동안 윈도우 서버에 대한 공격의 성격이 바뀌었다. 즉, 인터넷을 통한 원격 소스에서 공격이 더 많이 발생했다. 이로 인해 IIS 서비스를 악용하는 악성 프로그램이 엄청나게 많아졌다. 특히 악명 높은 버퍼 오버플로 경향이 있었다. 이러한 경향은 운영 체제 버전에 따라 다르지 않고 구성에 따라 다르다. 활성화된 서비스에 따라 다르다. 이에 따라 일반적인 불만 사항은 "기본적으로 윈도우 2000 설치에는 수많은 잠재적인 보안 문제가 포함되어 있다. 불필요한 서비스가 많이 설치되어 활성화되어 있으며 활성 로컬 보안 정책이 없다."라는 것이다. SANS 인스티튜트에 따르면 안전하지 않은 기본값 외에도 발견된 가장 일반적인 결함은 원격으로 악용할 수 있는 버퍼 오버플로 취약점이다. 다른 비판적인 결함에는 취약한 암호화 기술의 사용이 포함된다.
코드 레드와 코드 레드 II는 윈도우 2000 인터넷 정보 서비스(IIS)의 윈도우 인덱싱 서비스 취약점을 악용하는 유명한(그리고 많이 논의된) 웜이었다. 2003년 8월, 보안 연구원들은 소비그과 블래스터라는 두 가지 주요 웜이 50만 대 이상의 마이크로소프트 윈도우 컴퓨터를 감염시킨 것으로 추정했다. 2005년 조톱(Zotob) 웜은 ABC, CNN, 뉴욕 타임스 및 미국 국토안보부의 윈도우 2000 시스템에 대한 보안 손상으로 비난을 받았다.
2009년 9월 8일, 마이크로소프트는 월별 보안 업데이트에서 해결된 5개의 보안 결함 중 2개의 패치를 건너뛰며 중요한 보안 결함 중 하나를 패치하는 것은 "실행 불가능"하다고 밝혔다. 마이크로소프트 보안 공지 MS09-048에 따르면 "TCP/IP 보호를 제대로 지원하는 아키텍처는 마이크로소프트 윈도우 2000 시스템에 존재하지 않으므로 취약점을 제거하기 위해 마이크로소프트 윈도우 2000 서비스 팩 4용 픽스를 구축하는 것이 불가능하다. 그렇게 하려면 마이크로소프트 윈도우 2000 서비스 팩 4 운영 체제의 상당 부분을 재설계해야 한다면 마이크로소프트 윈도우 2000 서비스 팩 4에서 실행되도록 설계된 응용 프로그램이 업데이트된 시스템에서 계속 작동할 것이라는 보장은 없다." 이 결함에 대한 패치는 최신 윈도우 XP(32비트) 및 윈도우 XP 프로페셔널 x64 에디션에 대해서는 (둘 다 영향을 받았음에도 불구하고) 릴리스되지 않았다. 마이크로소프트는 해당 버전에서 윈도우 방화벽을 설정할 것을 제안했다.

## 지원 라이프사이클
윈도우 2000 및 윈도우 2000 서버는 최신 마이크로소프트 운영 체제(윈도우 서버 2003의 윈도우 2000 서버 제품, 윈도우 XP 프로페셔널의 윈도우 2000 프로페셔널)로 대체되었다.
윈도우 2000 운영 체제 제품군은 2005년 6월 30일에 일반 지원에서 확장 지원 단계로 전환되었다. 마이크로소프트는 이것이 윈도우 수명 주기 정책을 통한 윈도우 2000의 발전을 의미한다고 말한다. 일반 지원에서는 마이크로소프트가 보안 업데이트 외에 디자인 변경, 서비스 팩 및 비보안 관련 업데이트를 자유롭게 제공하는 반면, 확장 지원에서는 서비스 팩이 제공되지 않으며 비보안 업데이트를 지원하려면 지원 담당자에게 이메일로 문의해야 한다. 또는 전화. 확장된 지원 단계에서 마이크로소프트는 윈도우 2000의 모든 구성 요소(인터넷 익스플로러 5.0 SP4 포함)에 대해 매달 중요한 보안 업데이트를 계속 제공하고 기술 문제에 대한 건별 지원을 유료로 제공했다. 윈도우 2000의 출시 기간으로 인해 윈도우 미디어 플레이어 11 및 인터넷 익스플로러 7과 같은 구성 요소의 업데이트 버전이 출시되지 않았다. 인터넷 익스플로러의 경우 마이크로소프트는 2005년에 "IE 7의 보안 작업 중 일부는 윈도우 2000으로 다시 포팅하는 데 있어 매우 중요한 XP SP2의 운영 체제 기능에 의존한다"라고 밝혔다.
윈도우 2000 프로페셔널 및 서버 사용자는 윈도우 비스타 비즈니스 또는 윈도우 서버 2008에 대한 업그레이드 라이센스를 구입할 수 있지만 이들 운영 체제 중 어느 것도 윈도우 2000에서 직접 업그레이드 설치를 수행할 수 없다. 대신 새로 설치를 수행하거나 XP/2003을 통해 2단계 업그레이드를 수행해야 한다. 마이크로소프트는 윈도우 2000(및 이전 버전)에서 윈도우 7로의 업그레이드 경로를 중단했다. 윈도우 2000 사용자는 전체 윈도우 7 라이센스를 구입해야 한다.
윈도우 2000은 정품 인증이 포함되지 않은 마이크로소프트 윈도우의 마지막 NT 기반 버전이지만 마이크로소프트는 윈도우 2000 다운로드 센터의 특정 다운로드 및 중요하지 않은 업데이트에 대해 Windows Genuine Advantage를 도입했다.
윈도우 2000은 2010년 7월 13일에 수명 주기(EoL)가 종료되었다(윈도우 XP 서비스 팩 2와 함께). 이 날짜 이후에는 새로운 보안 업데이트 및 새로운 보안 관련 핫픽스를 받을 수 없다. 일본에서는 130,000대 이상의 서버와 지방 정부의 500,000대 이상의 PC가 영향을 받았다. 많은 지방 정부는 교체를 감당할 자금이 없기 때문에 업데이트하지 않을 것이라고 말했다.
2011년 기준 윈도우 업데이트는 2010년 7월 패치 화요일에 제공되는 윈도우 2000 업데이트를 계속 지원한다(예: 이전 선택적 윈도우 2000 기능이 나중에 활성화되는 경우). 윈도우 2000의 마이크로소프트 오피스 제품에는 고유한 제품 수명주기가 있다. 윈도우 XP용 인터넷 익스플로러 6은 지원이 중단될 때까지 보안 패치를 받았지만 윈도우 2000의 IE6에는 해당되지 않는다. XP 및 이후 버전용 윈도우 업데이트를 통해 매월 설치되는 윈도우 악성 소프트웨어 제거 도구는 윈도우 2000의 경우 여전히 수동으로 다운로드할 수 있다.
마이크로소프트는 2020년에 SHA-1 끝점에 대한 윈도우 업데이트 서비스를 비활성화하겠다고 발표했으며 윈도우 2000은 SHA-2에 대한 업데이트를 얻지 못했기 때문에 2020년 7월 말부터 OS에서 윈도우 업데이트 서비스를 더 이상 사용할 수 없다. 2021년 4월 기준 윈도우 2000의 이전 업데이트는 마이크로소프트 업데이트 카탈로그에서 계속 사용할 수 있다.

## 총 소유 비용
2002년 10월, 마이크로소프트는 윈도우 2000의 엔터프라이즈 응용 프로그램과 리눅스의 동일한 응용 프로그램의 TCO를 비교하여 총 소유 비용(TCO)을 결정하도록 IDC에 의뢰했다. IDC의 보고서는 파일, 인쇄, 보안 및 네트워킹 서비스의 특정 워크로드에 무엇을 사용하고 있는지 파악한 북미 104개 기업의 IT 임원 및 관리자와의 전화 인터뷰를 기반으로 한다. IDC는 직원이 평균 100명인 조직에서 5년 동안 윈도우 2000이 리눅스보다 TCO가 더 나은 4가지 영역이 파일, 인쇄, 네트워크 인프라 및 보안 인프라라고 판단했다. 그러나 그들은 웹 서비스 측면에서 리눅스가 윈도우 2000보다 TCO가 더 낫다고 판단했다. 보고서는 또한 소프트웨어와 하드웨어 조달이 아니라 인력 비용과 가동 중단 시간에 가장 큰 비용이 소요되는 것으로 나타났다. 보고서에서는 IT 인프라 다운타임 동안 40% 생산성 계수를 적용하여 직원들이 완전히 비생산적인 것은 아니라는 점을 인식했지만, 다운타임이 비즈니스 수익성에 미치는 영향은 고려하지 않았다. 보고서에 따르면 리눅스 서버는 윈도우 2000 서버보다 예상치 못한 가동 중지 시간이 더 적었다. 대부분의 리눅스 서버는 윈도우 2000 서버보다 서버당 작업 부하가 적으며 인터뷰에 응한 기업 중 4방향 SMP 리눅스 컴퓨터를 사용하는 기업은 없다는 사실이 밝혀졌다. 보고서는 또한 특정 애플리케이션 서버(유지 관리가 적게 필요하고 특정 공급업체에서 제공하는 서버)를 고려하지 않았다. 보고서는 TCO가 특정 IT 플랫폼을 사용할지 여부를 고려하는 하나의 요소일 뿐이라는 점을 강조했으며, 관리 및 서버 소프트웨어가 개선되고 더 나은 패키지화됨에 따라 표시된 전체적인 그림이 바뀔 수 있다는 점도 언급했다.

## 같이 보기
- 마이크로소프트 윈도우
- 윈도우 XP
- 마이크로소프트
- 윈도우 98